# Jan Bols
Jan Bols (* 27. srpna 1944 Hoogeveen) je bývalý nizozemský rychlobruslař.
Na nizozemských šampionátech startoval od roku 1965. Prvních mezinárodních závodů se zúčastnil v roce 1968, kdy se také představil na Zimních olympijských hrách (500 m – nenastoupil ke startu, 1500 m – 16. místo, 5000 m – 8. místo, 10 000 m – 13. místo). V témže roce byl na Mistrovství světa pátý, stejně jako na Mistrovství Evropy. Na vícebojařském MS 1970 skončil čtvrtý. Největších úspěchů dosáhl v roce 1972, kdy získal bronzové medaile na Mistrovství Evropy i světa ve víceboji. Kromě toho se zúčastnil Zimních olympijských her 1972 (1500 m – 5. místo, 5000 m – 8. místo, 10 000 m – 4. místo). Po sezóně 1971/1972 se společně s dalšími rychlobruslaři připojil k nově založené profesionální lize International Speed Skating League (ISSL), na jejímž kontinentálním šampionátu 1973 byl třetí a na světovém mistrovství 1972 druhý. ISSL však fungovala pouze do roku 1974, kdy Bols také ukončil sportovní kariéru.